# Spartan Health Sciences University
Spartan Health Sciences University es una escuela de medicina privada con fines de lucro ubicada en Vieux Fort, Santa Lucía, en el Caribe. La universidad otorga a sus graduados el título de Doctor en Medicina (MD). Los graduados de Spartan son elegibles para ejercer la medicina en 46 estados de los EE. UU.

## Junta Directiva
Presidente y Director Médico (President & MD):
Addagada C. Rao
Fundador Fiduciario y Director de Operaciones (Founder Trustee & COO):
G. Murli Mohan Rao
Decano (Dean)
Dr. Sunil Mehra
Presidente de Asia Pacífico (Asia Pacific President):
Dr. Viinay Sarikonda

## Historia
Spartan fue fundada en Santa Lucía el 7 de enero de 1980, inicialmente llamada Universidad de Ciencias de la Salud de Santa Lucía. El primer campus se ubicó en Castries, la ciudad capital. En noviembre de 1983, la escuela fue renombrada como Spartan Health Sciences University y se trasladó a Vieux Fort.
La universidad ha contribuido significativamente a la educación médica en la región del Caribe, brindando oportunidades a estudiantes de diversos países para que realicen sus estudios médicos en Santa Lucía.

## Plan de Estudios
El programa de MD en Spartan es un curso de estudio de 14 trimestres que consiste en tres trimestres por año calendario. Los trimestres 1-5 se completan en el campus de Santa Lucía, y los semestres 6-10 consisten en 80 semanas de estudio clínico en hospitales de enseñanza aprobados por la universidad.
Spartan también ofrece una escuela de enfermería, aprobada por el Gobierno de Santa Lucía. El programa de enfermería tiene licencia de la universidad y está acreditado por un comité de monitoreo designado por el Gobierno de Santa Lucía para asegurar que los estándares sean comparables a los establecidos por el Comité de Enlace en Educación Médica según lo requerido por el Departamento de Educación de los Estados Unidos.
El 14 de enero de 2015, se abrió una escuela de medicina veterinaria, desarrollada en colaboración con Techmedics Inc.

## Acreditación
Spartan Health Sciences University está registrada y licenciada en Santa Lucía. La universidad fue incluida en el FAIMER International Medical Education Directory (IMED) y en el Avicenna Directory for Medicine. La escuela también está incluida en el World Directory of Medical Schools. En 2013, Spartan recibió la acreditación provisional de la Autoridad de Acreditación del Caribe para la Educación en Medicina y otras Profesiones de la Salud (CAAMP-HP).

## Licencias fuera de los Estados Unidos
Los graduados de Spartan son elegibles para obtener la licencia médica en 46 estados de EE. UU. Los graduados de la universidad han practicado la medicina en varios países de todo el mundo.